# 梅利讷
梅利讷（法語：Merlines，法語發音：[mɛʁlin]）是法国科雷兹省的一个市镇，属于于塞勒区。

## 地理
梅利讷（45°38'50"N, 2°27'39"E）面积14.07 平方千米，位于法国新阿基坦大区科雷兹省，该省份为法国中南部省份，北起上维埃纳省和克勒兹省，西接多爾多涅省，南至洛特省，东临多姆山省和康塔爾省。
与梅利讷接壤的市镇（或旧市镇、城区）包括：艾克斯、埃居朗德、莫内斯捷梅利讷、圣艾蒂安欧克洛、默塞、萨韦讷。

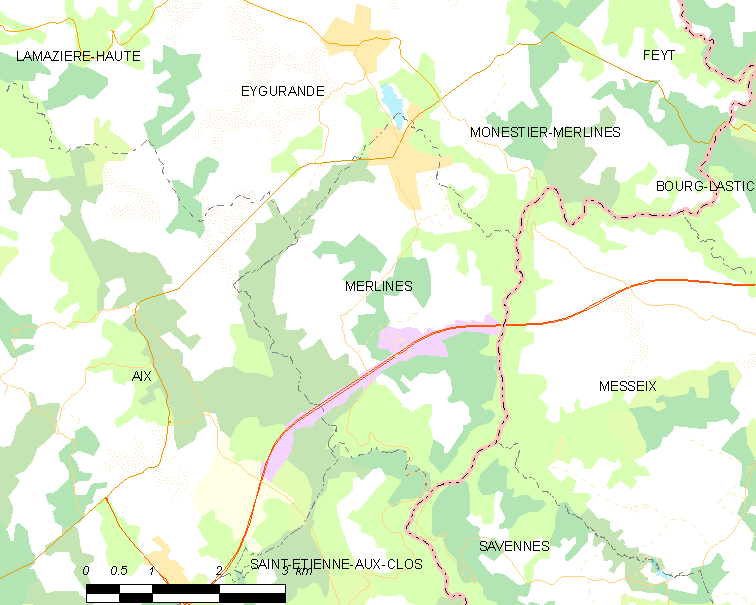
梅利讷的OSM定位图

梅利讷的时区为UTC+01:00、UTC+02:00（夏令时）。

## 行政
梅利讷的邮政编码为19340，INSEE市镇编码为19134。

## 政治
梅利讷所属的省级选区为于塞勒县。

## 人口

1962-2008年间梅利讷人口变化图示

梅利讷于2022年1月1日时的人口数量为726人。